# Meister Rumelant
Meister Rumelant o Rumslant, va ser un poeta d'himnes i cançons d'amor en alt alemany mitjà durant la segona meitat del segle XIII. A causa dels seus suposats orígens saxons, els estudiosos se'l coneixen com a Rumelant de Saxònia, per distingir-lo de Rumelant de Suàbia.

## Biografia
Com passa amb la majoria de poetes medievals, no hi ha informació documentada disponible sobre la personalitat i la vida de Rumelant. El seu llenguatge i els seus himnes, que s'adrecen a una varietat de governants, particularment al nord d'Alemanya, suggereixen un origen baix alemany. En un vers mordaç contra el Marner, Rumelant, segons la interpretació comuna, es descriu a si mateix com a saxó.
En incorporar esdeveniments històricament datables a la seva poesia, el seu període creatiu es pot reduir amb relativa certesa a un període d'aproximadament 1273 a 1286. Alguns investigadors també assumeixen un període creatiu fins a aproximadament 1300. La seva àmplia esfera d'influència, que aparentment s'estenia des de Baviera fins a Dinamarca, des d'Aquisgrà fins a Mecklenburg, suggereix una existència com a poeta professional itinerant, que també s'aborda en els seus himnes.

## Tradició
Al manuscrit de Lieder de Jena, s'atribueixen a Rumelant 105 versos en 10 tons (9 dels quals tenen notació melòdica, excepte el to 9), la majoria dels quals es consideren autèntics. L'autoria de Rumelant també es considera per a diversos altres versos atribuïts a altres autors pel manuscrit. El Gran Manuscrit de Lieder de Heidelberg conté 16 Spruchstrophen (versos de dita), tots els quals també es conserven al manuscrit de Lieder de Jena, així com tres Minnelieder (cançons d'amor) de tres estrofes que només es conserven en aquest manuscrit. El manuscrit també afirma quatre Spruchstrophen, que el Manuscrit de Lieder de Jena atribueix a Rumelant, per a Walther von der Vogelweide. A més, existeixen diversos fragments més petits de manuscrits, tot i que aquests només proporcionen transmissions paral·leles del poema de Spruch.
En total, els investigadors atribueixen a Rumelant 107 Spruchstrophen i els tres Minnelieder (cançons d'amor) de tres estrofes.